# Slag aan de Palesloot
De Slag aan de Palesloot was een veldslag tussen Schieringers en Geallieerden in de Grote Friese Oorlog (1413-1422). De slag vond plaats op 12 mei 1420 bij de Palesloot, tussen Molkwerum en Hindeloopen en werd  gewonnen door het geallieerde leger van Fokko Ukena. Er vielen op die dag zo'n 300 doden. 

## Aanloop
Na het mislukken van de vredesbesprekingen die een einde moesten maken aan de oorlog zochten de Schieringers nieuwe bondgenoten. Deze vonden zij bij de bisschop van Münster en Sibet van Riustringen. Versterkt hierdoor deden ze een aantal aanvallen op Vetkoperse doelen in Westerlauwers Friesland. Op 30 april 1420 werd de stad Bolsward door hen van de Vetkopers afhandig gemaakt. De Geallieerden vatten deze aanvallen niet lichtzinnig op en onder leiding van Fokko Ukena stuurden zij een vloot uit Oosterlauwers Friesland via het Vlie richting Hindeloopen, die begin mei 1420 voet aan wal zette. De komst van dit leger verraste de Schieringers, maar zij slaagden er al snel in om een leger op de been te brengen waarvan de leiding in handen was van Sikke Sjaarda.

## De slag en afloop
De beide legers ontmoeten elkaar op 12 mei 1420 bij de Palesloot dicht bij Hindeloopen. Het was voor de tweede keer dat de aanvoerders Sikke en Fokko tegenover elkaar op het slagveld stonden. Opnieuw kwam Fokko die dag als overwinnaar uit de strijd. Hoe de slag precies verliep is niet overgeleverd en het aantal slachtoffers is omstreden. Het aantal gesneuvelden loopt uiteen tussen 300 dode Schieringers en 200 gevangenen (Worp) tot enkele duizenden doden en ongeveer 1.000 gevangenen (Beninga). Duidelijk is in ieder geval dat de overwonnen Schieringers op de vlucht sloegen en een goed heenkomen zochten in de steden Stavoren en Sloten. Van daaruit werd hulp gezocht bij de hertog Jan van Beieren die door een verdrag verplicht had om bijstand te verlenen.
In de tussentijd sloeg Fokko het beleg voor Sloten, welke stad hij het eerst veroveren wilde voordat Stavoren, waar de meeste Schieringers naartoe gevlucht waren aangevallen kon worden. 
Op 11 juli 1420 zouden beide partijen bij Sloten opnieuw slag leveren. Deze slag is bekend als de Slag bij Sloten.